# Sorghastrum contractum
Sorghastrum contractum är en gräsart som först beskrevs av Eduard Hackel och som fick sitt nu gällande namn av Moysés Kuhlmann och Friedrich Adalbert Maximilian Kuhn.
Sorghastrum contractum ingår i släktet Sorghastrum och familjen gräs. Inga underarter finns listade i Catalogue of Life.